# Segunda ronda de la Clasificación de AFC para la Copa Mundial de Fútbol de 2002
La Segunda ronda de la Clasificación de AFC para la Copa Mundial de Fútbol de 2002 contó con la participación de los 10 ganadores de grupo de la ronda anterior, los caules fueron divididos en dos grupos de cinco equipos cada uno.
El ganador de cada grupo logra la clasificación a la Copa Mundial de Fútbol de 2002 a celebrarse en Corea del Sur y Japón, mientras que los segundos lugares de cada grupo se enfrentarían entre sí para jugar la Repesca UEFA-AFC por la clasificación para la Copa Mundial de Fútbol de 2002.

## Grupo A
| Pos. | Equipo         | Pts. | PJ | G | E | P | GF | GC | Dif. | Clasificación |
| ---- | -------------- | ---- | -- | - | - | - | -- | -- | ---- | ------------- |
| 1    | Arabia Saudita | 17   | 8  | 5 | 2 | 1 | 17 | 8  | +9   | Clasificado   |
| 2    | Irán           | 15   | 8  | 4 | 3 | 1 | 10 | 7  | +3   | Play-off      |
| 3    | Baréin         | 10   | 8  | 2 | 4 | 2 | 8  | 9  | −1   |               |
| 4    | Irak           | 7    | 8  | 2 | 1 | 5 | 9  | 10 | −1   |               |
| 5    | Tailandia      | 4    | 8  | 0 | 4 | 4 | 5  | 15 | −10  |               |

 Fuente: FIFA
| 17-8-2001 | Irak                                                | 4–0     | Tailandia | Al-Shaab Stadium, Bagdad                                    |                                                             |
|           | H. Mohammed 23' 76' · E. Mohammed 70' · Hussein 86' | Reporte |           | Asistencia: 20 000 espectadores Árbitro(s): Masayoshi Okada | Asistencia: 20 000 espectadores Árbitro(s): Masayoshi Okada |

| 17-8-2001 | Arabia Saudita | 1–1     | Baréin      | Prince Faisal bin Fahd Stadium, Riad                             |                                                                  |
|           | Al-Dosari 84'  | Reporte | Salmeen 18' | Asistencia: 45 000 espectadores Árbitro(s): Saad Kamil Al-Fadhli | Asistencia: 45 000 espectadores Árbitro(s): Saad Kamil Al-Fadhli |

| 23-8-2001 | Baréin                     | 2–0     | Irak | Bahrain National Stadium, Manama                        |                                                         |
|           | Yousef 58' · Al Kuwari 82' | Reporte |      | Asistencia: 35 000 espectadores Árbitro(s): Khaled Dalu | Asistencia: 35 000 espectadores Árbitro(s): Khaled Dalu |

| 24-8-2001 | Irán | 2–0     | Arabia Saudita | Azadi Stadium, Teherán                                      |                                                             |
|           |      | Reporte |                | Asistencia: 120 000 espectadores Árbitro(s): Simon Micallef | Asistencia: 120 000 espectadores Árbitro(s): Simon Micallef |

| 31-8-2001 | Arabia Saudita | 1–0     | Irak | Bahrain National Stadium, Manama                   |                                                    |
|           | Al-Dosari 45'  | Reporte |      | Asistencia: 10 000 espectadores Árbitro(s): Lu Jun | Asistencia: 10 000 espectadores Árbitro(s): Lu Jun |

| 1-9-2001 | Tailandia | 0–0     | Irán | Rajamangala Stadium, Bangkok                            |                                                         |
|          |           | Reporte |      | Asistencia: 30 000 espectadores Árbitro(s): Ali Bujsaim | Asistencia: 30 000 espectadores Árbitro(s): Ali Bujsaim |

| 6-9-2001 | Baréin         | 1–1     | Tailandia     | Bahrain National Stadium, Manama                          |                                                           |
|          | Al-Dossari 16' | Reporte | Senamuang 64' | Asistencia: 35 000 espectadores Árbitro(s): Kim Tae-Young | Asistencia: 35 000 espectadores Árbitro(s): Kim Tae-Young |

| 7-9-2001 | Irak            | 1–2     | Irán                  | Al-Shaab Stadium, Bagdad                                      |                                                               |
|          | E. Mohammed 20' | Reporte | Karimi 30' · Daei 84' | Asistencia: 40 000 espectadores Árbitro(s): Felipe Ramos Rizo | Asistencia: 40 000 espectadores Árbitro(s): Felipe Ramos Rizo |

| 14-9-2001 | Irán | 0–0     | Baréin | Azadi Stadium, Teherán                                             |                                                                    |
|           |      | Reporte |        | Asistencia: 50 000 espectadores Árbitro(s): Subkhiddin Mohd Salleh | Asistencia: 50 000 espectadores Árbitro(s): Subkhiddin Mohd Salleh |

| 15-9-2001 | Tailandia      | 1–3     | Arabia Saudita                                | Rajamangala Stadium, Bangkok                              |                                                           |
|           | Pituratana 28' | Reporte | Al-Jaber 47' · Bin Shehan 63' · Al-Dosari 70' | Asistencia: 18 000 espectadores Árbitro(s): Naotsugu Fuse | Asistencia: 18 000 espectadores Árbitro(s): Naotsugu Fuse |

| 21-9-2001 | Baréin | 0–4      | Arabia Saudita                                               | Bahrain National Stadium, Manama                        |                                                         |
|           |        | [Reporte | Al-Dosari 26' · Bin Shehan 28' · Al-Waked 41' · Al-Jaber 89' | Asistencia: 35 000 espectadores Árbitro(s): Ali Bujsaim | Asistencia: 35 000 espectadores Árbitro(s): Ali Bujsaim |

| 22-9-2001 | Tailandia     | 1–1     | Irak            | Rajamangala Stadium, Bangkok                           |                                                        |
|           | Suksomkit 38' | Reporte | E. Mohammed 63' | Asistencia: 17 000 espectadores Árbitro(s): Sun Baojie | Asistencia: 17 000 espectadores Árbitro(s): Sun Baojie |

| 28-9-2001 | Irak            | 1–0     | Baréin | Al-Shaab Stadium, Bagdad                                  |                                                           |
|           | E. Mohammed 10' | Reporte |        | Asistencia: 15 000 espectadores Árbitro(s): Kim Young-Joo | Asistencia: 15 000 espectadores Árbitro(s): Kim Young-Joo |

| 28-9-2001 | Arabia Saudita                    | 2–2     | Irán                        | Prince Abdullah al-Faisal Stadium, Jeddah                        |                                                                  |
|           | Al-Waked 20' (pen.) · Al-Yami 59' | Reporte | Daei 42' · Dinmohammadi 84' | Asistencia: 30 000 espectadores Árbitro(s): Carlos Eugênio Simon | Asistencia: 30 000 espectadores Árbitro(s): Carlos Eugênio Simon |

| 5-10-2001 | Irán         | 1–0     | Tailandia | Azadi Stadium, Teherán                                      |                                                             |
|           | Nikbakht 32' | Reporte |           | Asistencia: 75 000 espectadores Árbitro(s): Taj Addin Fares | Asistencia: 75 000 espectadores Árbitro(s): Taj Addin Fares |

| 5-10-2001 | Irak        | 1–2     | Arabia Saudita | Amman International Stadium, Amán, Jordania            |                                                        |
|           | Al-Hail 31' | Reporte | Shehan 1' 77'  | Asistencia: 17 000 espectadores Árbitro(s): Óscar Ruiz | Asistencia: 17 000 espectadores Árbitro(s): Óscar Ruiz |

| 12-10-2001 | Irán                        | 2–1     | Irak        | Azadi Stadium, Teherán                                     |                                                            |
|            | Mahdavikia 27' · Karimi 71' | Reporte | Chathir 52' | Asistencia: 100 000 espectadores Árbitro(s): Kim Young-Joo | Asistencia: 100 000 espectadores Árbitro(s): Kim Young-Joo |

| 16-10-2001 | Tailandia   | 1–1     | Baréin    | Rajamangala Stadium, Bangkok                                  |                                                               |
| | Srimaka 21' | Reporte | Ali 90+3' | Asistencia: 20 000 espectadores Árbitro(s): Halim Abdul Hamid | Asistencia: 20 000 espectadores Árbitro(s): Halim Abdul Hamid |
| El partido originalmente fue programado para jugarse el 13 de octubre de 2001 e inicío normal, pero fue interrumpido al minuto 25 cuando Baréin iba ganando 1–0 por un incendio occurido en el Rajamangala Stadium. |             |         |           |                                                               |                                                               |

| 21-10-2001 | Arabia Saudita                                               | 4–1     | Tailandia   | Prince Faisal bin Fahd Stadium, Riad                   |                                                        |
|            | Shehan 40' · Jumaan 50' · Al-Jaber 66' (pen.) · Al-Harbi 73' | Reporte | Piturat 58' | Asistencia: 27 000 espectadores Árbitro(s): Brian Hall | Asistencia: 27 000 espectadores Árbitro(s): Brian Hall |

| 21-10-2001 | Baréin                                | 3–1     | Irán     | Bahrain National Stadium, Manama                          |                                                           |
|            | Al Marzooqi 8' · Ali 45' · Husain 90' | Reporte | Daei 82' | Asistencia: 25 000 espectadores Árbitro(s): Carlos Batres | Asistencia: 25 000 espectadores Árbitro(s): Carlos Batres |

## Grupo B
| Pos. | Equipo                 | Pts. | PJ | G | E | P | GF | GC | Dif. | Clasificación |
| ---- | ---------------------- | ---- | -- | - | - | - | -- | -- | ---- | ------------- |
| 1    | China                  | 19   | 8  | 6 | 1 | 1 | 13 | 2  | +11  | Clasificado   |
| 2    | Emiratos Árabes Unidos | 11   | 8  | 3 | 2 | 3 | 10 | 11 | −1   | Play-off      |
| 3    | Uzbekistán             | 10   | 8  | 3 | 1 | 4 | 13 | 14 | −1   |               |
| 4    | Catar                  | 9    | 8  | 2 | 3 | 3 | 10 | 10 | 0    |               |
| 5    | Omán                   | 6    | 8  | 1 | 3 | 4 | 7  | 16 | −9   |               |

 Fuente: FIFA
| 16-8-2001 | Catar | 0–0     | Omán | Khalifa International Stadium, Doha                             |                                                                 |
|           |       | Reporte |      | Asistencia: 15 000 espectadores Árbitro(s): Abdulhameed Ebrahim | Asistencia: 15 000 espectadores Árbitro(s): Abdulhameed Ebrahim |

| 17-8-2001 | Emiratos Árabes Unidos                                   | 4–1     | Uzbekistán   | Sheikh Zayed Stadium, Abu Dhabi                           |                                                           |
|           | Salem Ali 21' · Hareb 33' (pen.) · Fahd 45' · Bakhit 85' | Reporte | Shirshov 37' | Asistencia: 15 000 espectadores Árbitro(s): Kim Young-Joo | Asistencia: 15 000 espectadores Árbitro(s): Kim Young-Joo |

| 25-8-2001 | China                                          | 3–0     | Emiratos Árabes Unidos | Wulihe Stadium, Shenyang                                     |                                                              |
|           | Li Xiaopeng 2' · Qi Hong 19' · Hao Haidong 33' | Reporte |                        | Asistencia: 46 000 espectadores Árbitro(s): Mongkol Rungklay | Asistencia: 46 000 espectadores Árbitro(s): Mongkol Rungklay |

| 26-8-2001 | Uzbekistán                  | 2–1     | Catar      | Pakhtakor Markaziy Stadium, Taskent                        |                                                            |
|           | Irismetov 36' · Qosimov 52' | Reporte | Jaloof 88' | Asistencia: 40 000 espectadores Árbitro(s): Shamsul Maidin | Asistencia: 40 000 espectadores Árbitro(s): Shamsul Maidin |

| 31-8-2001 | Omán | 0–2     | China                              | Sultan Qaboos Sports Complex, Mascate                            |                                                                  |
|           |      | Reporte | Qi Hong 70' · Fan Zhiyi 84' (pen.) | Asistencia: 35 000 espectadores Árbitro(s): Ahmad Khalidi Supian | Asistencia: 35 000 espectadores Árbitro(s): Ahmad Khalidi Supian |

| 31-8-2001 | Emiratos Árabes Unidos | 0–2     | Catar                       | Sheikh Zayed Stadium, Abu Dhabi                                  |                                                                  |
|           |                        | Reporte | Hashim 65' · Al-Obaidly 71' | Asistencia: 20 000 espectadores Árbitro(s): Abdul Rahman Al-Zaid | Asistencia: 20 000 espectadores Árbitro(s): Abdul Rahman Al-Zaid |

| 7-9-2001 | Catar        | 1–1     | China          | Khalifa International Stadium, Doha                       |                                                           |
|          | Al Naemi 31' | Reporte | Li Weifeng 90' | Asistencia: 30 000 espectadores Árbitro(s): Toru Kamikawa | Asistencia: 30 000 espectadores Árbitro(s): Toru Kamikawa |

| 8-9-2001 | Uzbekistán                                                 | 5–0     | Omán | Pakhtakor Markaziy Stadium, Taskent                       |                                                           |
|          | Irismetov 17' 73' · Shatskikh 38' (pen.) · Qosimov 50' 67' | Reporte |      | Asistencia: 25 000 espectadores Árbitro(s): Masoud Moradi | Asistencia: 25 000 espectadores Árbitro(s): Masoud Moradi |

| 14-9-2001 | Omán        | 1–1     | Emiratos Árabes Unidos | Sultan Qaboos Sports Complex, Mascate                      |                                                            |
|           | Nairooz 52' | Reporte | Abdulazeez 13'         | Asistencia: 3 000 espectadores Árbitro(s): Hassan Marshoud | Asistencia: 3 000 espectadores Árbitro(s): Hassan Marshoud |

| 15-9-2001 | China                          | 2–0     | Uzbekistán | Wulihe Stadium, Shenyang                                   |                                                            |
|           | Li Weifeng 63' · Fan Zhiyi 76' | Reporte |            | Asistencia: 44 376 espectadores Árbitro(s): Kwon Jong-Chul | Asistencia: 44 376 espectadores Árbitro(s): Kwon Jong-Chul |

| 21-9-2001 | Omán | 0–3     | Catar                                   | Sultan Qaboos Sports Complex, Mascate                   |                                                         |
|           |      | Reporte | Hamzah 26' · Mustafa 33' · Al Enazi 74' | Asistencia: 3 000 espectadores Árbitro(s): Qasem Shaban | Asistencia: 3 000 espectadores Árbitro(s): Qasem Shaban |

| 22-9-2001 | Uzbekistán | 0–1     | Emiratos Árabes Unidos | Pakhtakor Markaziy Stadium, Taskent                         |                                                             |
|           |            | Reporte | Omar 5'                | Asistencia: 42 000 espectadores Árbitro(s): Masayoshi Okada | Asistencia: 42 000 espectadores Árbitro(s): Masayoshi Okada |

| 27-9-2001 | Emiratos Árabes Unidos | 0–1     | China       | Sheikh Zayed Stadium, Abu Dhabi                               |                                                               |
|           |                        | Reporte | Qi Hong 43' | Asistencia: 15 000 espectadores Árbitro(s): Peter Prendergast | Asistencia: 15 000 espectadores Árbitro(s): Peter Prendergast |

| 28-9-2001 | Catar                    | 2–2     | Uzbekistán                 | Khalifa International Stadium, Doha                         |                                                             |
|           | Al Enazi 9' · Hashim 89' | Reporte | Qosimov 45' · Shirshov 47' | Asistencia: 6 000 espectadores Árbitro(s): Mongkol Rungklay | Asistencia: 6 000 espectadores Árbitro(s): Mongkol Rungklay |

| 4-10-2001 | Catar      | 1–2     | Emiratos Árabes Unidos     | Khalifa International Stadium, Doha                                 |                                                                     |
|           | Hamzah 47' | Reporte | Khalil 43' · Salem Ali 84' | Asistencia: 8 000 espectadores Árbitro(s): Abdul Aziz A. Al Dokhail | Asistencia: 8 000 espectadores Árbitro(s): Abdul Aziz A. Al Dokhail |

| 7-10-2001 | China         | 1–0     | Omán | Wulihe Stadium, Shenyang                                   |                                                            |
|           | Yu Genwei 36' | Reporte |      | Asistencia: 45 000 espectadores Árbitro(s): Shamsul Maidin | Asistencia: 45 000 espectadores Árbitro(s): Shamsul Maidin |

| 13-10-2001 | Omán                                               | 4–2     | Uzbekistán                      | Sultan Qaboos Sports Complex, Mascate                    |                                                          |
|            | Al-Mukhaini 50' 83' · Bashir 52' · Al-Mahrouqi 89' | Reporte | Davletov 5' · Ashoor 27' (a.g.) | Asistencia: 400 espectadores Árbitro(s): Masayoshi Okada | Asistencia: 400 espectadores Árbitro(s): Masayoshi Okada |

| 13-10-2001 | China                                        | 3–0     | Catar | Wulihe Stadium, Shenyang                                    |                                                             |
|            | Su Maozhen 11' · Qu Bo 29' · Hao Haidong 57' | Reporte |       | Asistencia: 43850 espectadores Árbitro(s): Benito Archundia | Asistencia: 43850 espectadores Árbitro(s): Benito Archundia |

| 19-10-2001 | Emiratos Árabes Unidos | 2–2     | Omán                        | Sheikh Zayed Stadium, Abu Dhabi                                 |                                                                 |
|            | Ibrahim 45' · Omar 60' | Reporte | Mubarak 22' · Al-Dhabit 41' | Asistencia: 40 000 espectadores Árbitro(s): Ali Abdulla Mandani | Asistencia: 40 000 espectadores Árbitro(s): Ali Abdulla Mandani |

| 19-10-2001 | Uzbekistán   | 1–0     | China | Pakhtakor Markaziy Stadium, Taskent                         |                                                             |
|            | Shirshov 90' | Reporte |       | Asistencia: 15 000 espectadores Árbitro(s): Rodrigo Badilla | Asistencia: 15 000 espectadores Árbitro(s): Rodrigo Badilla |